# Francisco Pérez Muñiz
Francisco Pérez Muñiz, O.P., (Cornellana, Salas, Asturias, 31 de julio de 1905-Madrid, 26 de marzo de 1960) fue un sacerdote, fraile dominico, filósofo y teólogo español. 

## Biografía
Nació en la localidad asturiana de Cornellana, en el seno de una familia de humildes labradores, en 1905.Realizó sus estudios de Humanidades en el colegio de San Juan Bautista en Corias (Cangas del Narcea) de 1916 a 1920. Tomó el hábito dominico el 30 de agosto de 1920. Entre 1921 y 1923 cursó tres años de Filosofía en el Convento de Corias, siendo enviado entonces a Salamanca para cursar el cuarto año de Filosofía. Realiza sus estudios de Teología en el Convento de San Esteban de Salamanca entre 1924 y 1929, obteniendo el título de Lector (el doctorado en la Orden de Predicadores) en Sagrada Teología y siendo ordenado sacerdote.
Fue entonces enviado a Corias como profesor de Metafísica, Historia de la Filosofía antigua e Historia de la Filosofía medieval, cargo que ejercerá sólo durante un curso (1929-1930). En 1930 es llamado como profesor al Convento de San Esteban de Salamanca, donde ejercerá la docencia hasta 1935.
En 1935 es llamado a Roma por el Maestro general de la Orden para unirse al claustro de profesores del Colegio internacional Angelicum (actual Universidad Pontificia de Santo Tomás de Aquino), impartiendo clases primero en la Facultad de Filosofía y después en la Facultad de Teología. Su magisterio en el Angelicum se extenderá desde 1935 hasta 1959, con breves interrupciones a cusa de la Guerra civil española y de la Segunda Guerra Mundial. La Guerra civil le sorprendió  de vacaciones en España, donde fue hecho prisionero. Durante ese tiempo estudió Matemáticas y lengua aramea. Concluida la contienda civil española, regresó a Roma, donde continuó enseñando en el Angelicum hasta que el estallido de la Segunda Guerra Mundial le sorprendió en España. En Madrid, sin poder regresar a Roma, fue profesor de Teología Dogmática de Álvaro del Portillo, José María Hernández Garnica y José Luis Múzquiz —los tres primeros miembros del Opus Dei— que se ordenaron el 24 de junio de 1944.
En 1946 se le concedió el título de Maestro en Sagrada Teología, el más alto título académico que concede la Orden de Predicadores. Pérez Muñiz escribió diversos artículos en la Revista Española de Filosofía, en Ciencia Tomista y en La Vida Sobrenatural y contribuyó decisivamente a la publicación -auspiciada por el obispo Francisco Barbado Viejo, O.P.- de la Suma teológica bilingüe (texto latino crítico de la edición Leonina, con versión española y amplias e iluminadoras introducciones), que apareció en 16 gruesos volúmenes (Madrid, BAC, 1947-1960), y que constituyó un instrumento valiosísimo para el estudio y difusión del tomismo en lengua española". Pérez Muñiz redactó las Introducciones particulares, anotaciones y apéndices a los volúmenes I y III.
Al concluir el curso académico 1958/59 enfermó y se trasladó a Madrid, donde falleció el 26 de marzo de 1960.

## Polémicas
Algunos teólogos acusaron al P. Muñiz de ser molinista por su posición sobre el tema de la predestinación post praevista merita. El asunto llegó a oídos del Maestro general de la Orden, que pidió su parecer al P. Santiago Ramírez, O.P., que contestó que él no compartía la posición de Muñiz, pero que no era molinista.

## Obras:

### Artículos:
- "El constitutivo formal de la persona creada en la tradición tomista", en: La Ciencia Tomista 68 (1945) 5-99.
- "El constitutivo formal de la persona creada en la tradición tomista", en: La Ciencia Tomista 70 (1946) 201-293.
- "El constitutivo formal de la persona creada en la tradición tomista", en: La Ciencia Tomista 73 (1947) 105-115.

### Boletines:
- "Boletín de Metafísica", en: La Ciencia Tomista 43 (1931) 374-395.